# Gymnastiek op de Olympische Zomerspelen 2012 – Ritmische gymnastiek team vrouwen
Het team ritmische gymnastiek voor de vrouwen op de Olympische Zomerspelen 2012 in Londen vond plaats op 9 en 10 augustus (kwalificatie) en op 12 augustus (finale). Het Russische zestal won het onderdeel voor Wit-Rusland die het zilver pakten en de Italiaanse die het brons wonnen.

## Format
Alle deelnemende teams moesten twee kwalificatie-oefening springen. De scores van beide oefeningen werden bij elkaar opgeteld en de beste tien deelneemsters gingen door naar de finale. De scores van de kwalificatie werden bij de finale gewist, en alleen de scores die in de finale gehaald werden, telden. In de finale moesten de acht teams opnieuw twee oefening turnen.

## Uitslag

### Finale

#### Teams
| - Bulgarije - Reneta Kamberova - Mihaela Marvska - Tsvetelina Naydenova - Elena Todorova - Hristiana Todorova - Katrin Vekova - Israël - Moran Buzovski - Viktoriya Koshel - Noa Palatchy - Marina Shults - Polina Zakaluzny - Eliora Zholkovski | - Italië - Elisa Blanchi - Romina Laurito - Marta Pagnini - Elisa Santoni - Anzhelika Savrayuk - Andreea Stefanescu - Japan - Natsuki Fukase - Airi Hatakeyama - Rie Matsubara - Rina Miura - Nina Saeedyokota - Kotono Tanaka | - Oekraïne - Olena Dmytrash - Yevgeniya Gomon - Valeriia Gudym - Viktoriia Lenyshyn - Viktoriia Mazur - Svitlana Prokopova - Rusland - Anastasia Bliznyuk - Oeljana Donskova - Ksenia Doedkina - Alina Makarenko - Anastasia Nazarenko - Karolina Svastjanova | - Spanje - Loreto Achaerandio - Sandra Aguilar - Elena López - Lourdes Mohadeno - Alejandra Quereda - Lidia Redondo - Wit-Rusland - Maryna Hancharova - Anastasiya Ivankova - Nataliya Leshchyk - Aliaksandra Narkevich - Kseniya Sankovich - Alina Tumilovich |

#### Einduitslag
- Straf; de straffen uitgedeeld door de jury
- Totaal; de scores van de twee oefeningen worden bij elkaar opgeteld.

| Rang   | Team        | 5 Ballen | 5 Ballen | 3 Linten, 2 Hoepels | 3 Linten, 2 Hoepels | Totaal |
| Rang   | Team        | Score    | Straf    | Score               | Straf               | Totaal |
| ------ | ----------- | -------- | -------- | ------------------- | ------------------- | ------ |
| Goud   | Rusland     | 28.700   |          | 28.300              |                     | 57.000 |
| Zilver | Wit-Rusland | 27.825   |          | 27.675              |                     | 55.500 |
| Brons  | Italië      | 28.125   |          | 27.325              | 0.20                | 55.450 |
| 4      | Spanje      | 27.400   |          | 27.550              |                     | 54.950 |
| 5      | Oekraïne    | 27.200   |          | 27.175              |                     | 54.375 |
| 6      | Bulgarije   | 27.950   |          | 26.425              |                     | 54.375 |
| 7      | Japan       | 27.000   |          | 27.100              |                     | 54.100 |
| 8      | Israël      | 26.725   |          | 26.675              |                     | 53.400 |